# Малый Ярыксу
Малый Ярыксу — река в России, протекает в Чечне и Дагестане. Правый приток реки Ярыксу.

## География
Река Малый Ярыксу берёт начало на склоне горы Цанта. Течёт на северо-запад. Устье реки находится западнее села Байтарки в 64 км по правому берегу реки Ярыксу. Длина реки составляет 14 км, площадь водосборного бассейна — 62 км². Почти на всём протяжении по реке проходит административная граница Дагестана и Чечни.
Система водного объекта: Ярыксу → Акташ → Сулак → Каспийское море.

## Данные водного реестра
По данным государственного водного реестра России относится к Западно-Каспийскому бассейновому округу, водохозяйственный участок реки — Сулак от Чиркейского гидроузла и до устья. Речной бассейн реки — Терек.
Код объекта в государственном водном реестре — 07030000212109300000086.